# Malborough
Malborough é uma vila localizada em South Hams na região de Devon. A vila está localizada na A381 entre Kingsbridge e Salcombe, e é uma popular vila para os turistas, com várias pensões localizados na periferia da vila.

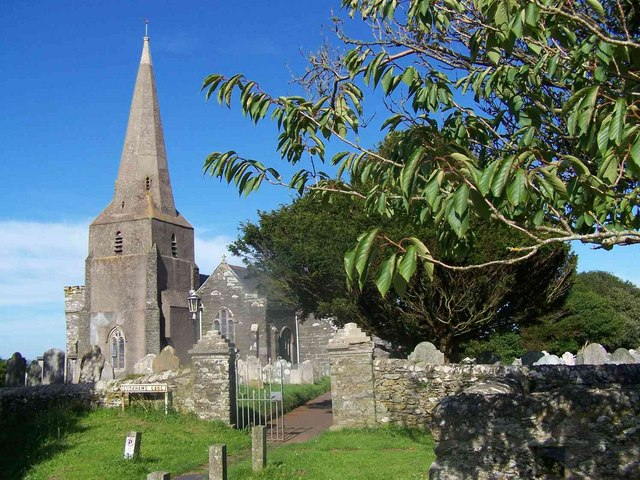
Igreja de Todos os Santos e telhado, Malborough

Malborough pode ser vista de muitos km pela região de South Hams, devido ao pico da sua magnífica igreja, que está localizada no ponto mais alto da vila. A igreja de Todos os Santos data do século XIII e foi construída a partir de uma pedra muito grande. O honrado John Stapleton de Courcy, 28º Barão de Kingsale, foi enterrado no jardim desta igreja, com outros membros da família da igreja.
A vila é casa de um pequeno supermercado Co-op e da bomba de gasolina Texaco. A vila tem dois pubs, um grande teatro e campos de jogos, um hotel/restaurante, uma escola primária, um posto dos correios e uma equipa de futebol.

## Moonraking
Malborough tem um grande número de ligações à palavra "Moonraker": o clube de criquete da vila, uma companhia de taxis local e uma casa histórica Lower Town são chamaadas Moonrakers. Reza a lenda que uma quantidade considerável de brandy aterrou em Hope Cove e estava em processo de ser levada por Bolberry Down para Malborough quando homens passavam pelo vale. Os ladrões atiraram os barris para Jacob's Pool, mas lembraram-se que ainda conseguiam ser vistos pela água ao luar, portanto começaram a mexer na tona do lago. Quando os outros homens passavam perguntavam o que estavam a fazer estes diziam que estavam a tirar a lua do lago.